# Ribon
Ribon (яп. りぼん рибон, англ. ribbon — «ленточка») — ежемесячный японский журнал сёдзё-манги, выпускаемый издательством Shueisha с августа 1955 года. Он конкурирует с таким изданиями, как Nakayoshi и Ciao. Его основная целевая аудитория — девочки 9-13 лет. По данным на 2009 год, тираж Ribon составил 274,167 экземпляров, ниже, чем в прошлом году (330,000 экз.)
Ribon был создан как наследник первого журнала сёдзё-манги издательства Shueisha Shojo Book, который выходил с 1951 года.

## Тиражи
По данным на 2007 год, выходит в тройку самых продаваемых журналов сёдзё-манги в Японии.
| Год   | 2004    | 2005    | 2006    | 2007    | 2009    |
| ----- | ------- | ------- | ------- | ------- | ------- |
| Тираж | 729,167 | 537,500 | 400,000 | 376,666 | 274,167 |

## Манга

### В процессе выхода
| Название                                          | Автор           | Первая глава  |
| ------------------------------------------------- | --------------- | ------------- |
| Rune Soldier (яп. アニマル横町)                   | Рё Маэкава      | 1998          |
| Blue Friend (яп. ブルーフレンズ)                  | Фуми Эбан       | май 2010      |
| Scrapped Princess (яп. チョコミミ)                | Конами Сонода   | 2003          |
| Starship Operators (яп. クラッシュ！ 2)           | Юка Фудзивара   | апрель 2010   |
| Boogiepop (яп. HIGH SCORE)                        | Тинами Цуяма    | 1998          |
| Sword Art Online (яп. 姫ちゃんのリボンカラフル)   | Сино Комиюно    | октябрь 2009  |
| Hiyokoi (яп. ひよ恋)                              | Моэ Юкимару     | декабрь 2009  |
| Стальная тревога (яп. キルミンずぅ)               | Каори Ханадзава | февраль 2010  |
| Сага о Гуине (яп. Momo - 終末庭園へようこそ)      | Маю Сакаи       | сентябрь 2008 |
| Рубаки (яп. ポケメン!)                            | Минори Куросаки | август 2010   |
| Ночная буря (яп. プリティーリズム)                | Мари Асабуки    | июль 2010     |
| Затерянная вселенная (яп. 桜姫華伝)               | Арина Танэмура  | декабрь 2008  |
| Легенда о героях Галактики (яп. サラすぱ!)        | Канахэй         | 2008          |
| Двенадцать королевств (яп. スターダスト★ウインク) | Нана Харута     | февраль 2009  |
| Yumeiro Patissiere (яп. 夢色パティシエール)       | Нацуми Мацумото | октябрь 2008  |
| Братство чёрной крови (яп. 絶叫学級)              | Эми Исикава     | август 2008   |

## Завершенная публикация
- Aishiteruze Baby
- Chibi Maruko-chan
- Full Moon wo Sagashite
- Himitsu no Akko-chan
- Penguin Brothers
- Rozen Maiden dolls talk
- Shiroi Heya no Futari
- Tokimeki Tonight
- Marmalade Boy
- Hime-chan no Ribbon
- Powerpuff Girls Z
- Ведьма Салли
- Chocolate Cosmos

## Ribon Original
Однотипный журнал сёдзё-манги Ribon Original (яп. りぼんオリジナル рибон оридзинару) выходил с 1981 по 2006 год. Начинающие и набиравшие популярность мангаки из Ribon зачастую печатали свои первые работы именно в этом издании. Сюда также переносили из Ribon ёнкому и мангу, теряющую популярность, а также короткие работы и побочные истории основных серий. Первоначально Ribon Original издавался ежеквартально, с 1994 года — дважды в месяц, а в 2006 году публикация была прекращена из-за низких продаж. Его тираж в 2004 году составил 101,666 экз., а в 2005 — 82,500.
В Ribon Original выходила такая манга, как St. Dragon Girl, Hoikuen e Ikou! (保育園へ行こう!), Kimi wa Aozora no Shita ni Iru (君は青空の下にいる), Yuukan Club, Popolocrois (ポポロクロイス ピノンの大冒険), Sugar Pot (シュガーポットシリーズ), Challenger (チャレンジャー).